# Mausoleum Wrangelsburg

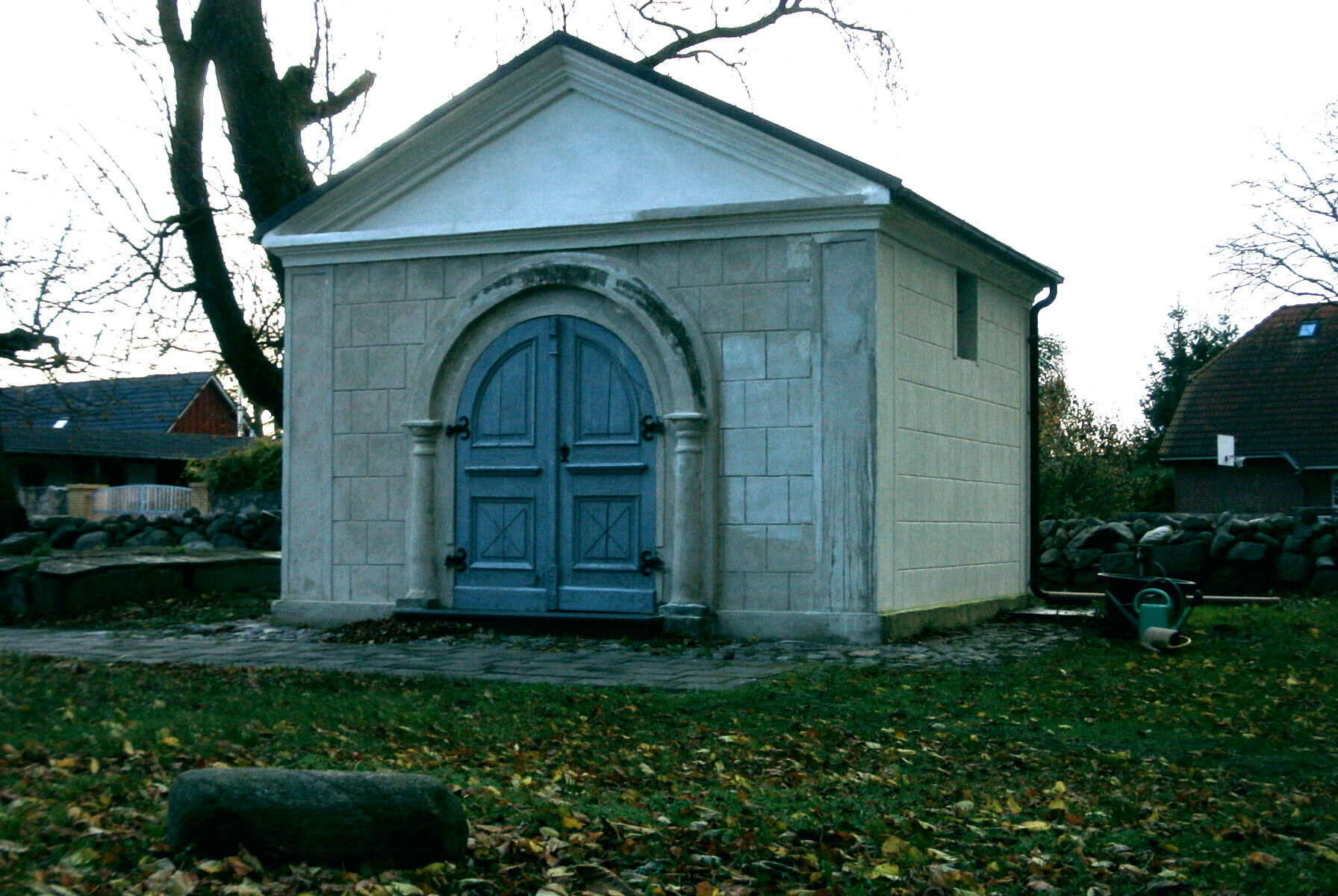
Mausoleum Wrangelsburg

Das Mausoleum in der Gemeinde Wrangelsburg war die Begräbnisstätte und Erbbegräbnis der Familie Laug.

## Geschichte
Die Familie Laug war von 1816 bis 1862 Eigentümerin des Gutes Wrangelsburg. Als das Familienoberhaupt Carl Friedrich Laug am 30. Januar 1830 starb, wurde er zunächst auf dem Wrangelsburger Friedhof beigesetzt. 1842 wurde im Wrangelsburger Sterberegister eingetragen, dass Glieder der Familie Laug im Familien-Begräbnis zu Wrangelsburg beigesetzt wurden. Auch die Ehefrau von Carl Friedrich Laug, Louise Dorothea, wurde 1856 im Erbbegräbnis beigesetzt. Heute befinden sich die Särge der Familie Laug unter dem Fußboden des Mausoleums.

## Baubeschreibung
Das vermutlich 1842 errichtete Mausoleum misst 4,80 × 4,45 Meter und wurde als Putzbau ausgeführt. Die Wände wurden außen mit Fugenschnitten ausgeführt und sind heute weiß getüncht. Das Bauwerk ist mit einem flachen kupfergedeckten Dach versehen. In die Vorderfront ist unter dem profilierten Dreiecksgiebel ein Rundbogenportal mit zwei Holzflügeln eingelassen, das von zwei Halbsäulen flankiert wird. In den Seitenwänden befindet sich unter der Traufe jeweils ein rechteckiges Fenster.